# Yamaceratops
A Yamaceratops a kezdetleges ceratopsia dinoszauruszok egyik neme, amely a késő kréta korban élt a mongóliai Góbi sivatag területén. Kezdetben úgy vélték, hogy a lelőhely kőzetei kora kréta koriak, de 2009-ben újabb kormeghatározást végeztek.
A típusfaj, a Yamaceratops dorngobiensis leírását Peter J. Makovicky és Mark A. Norell készítette el 2006 szeptemberében. A szerzők megállapították, hogy az állat átmeneti filogenetikus pozíciót foglalt el a Liaoceratops és az Archaeoceratops között a Neoceratopia csoportban. A Yamaceratops nyakfodrának vizsgálata meggyőzte a szerzőket arról, hogy ez a testrész nem jelzésre szolgált, és hogy a fosszíliák „[arra utalnak, hogy] a ceratopsia nyakfodrok evolúciós története jóval összetettebb volt”.
A nem neve a tibeti buddhista istenre, Yamára utal; a faj neve pedig a Góbi sivatag keleti részére. Az IGM 100/1315 katalógusszámú holotípus egy részleges koponyából áll; 2002-ben és 2003-ban pedig a nemhez tartozónak vélt további maradványok kerültek elő.
Egy madármedencéjűhöz tartozó fosszilizálódott tojáshéjban egy embriót fedeztek fel egy olyan üledékben, amelyben a Yamaceratops gyakran fordul elő, így lehetséges, hogy ez a példány is ehhez a nemhez kapcsolódik.

## Fordítás
Ez a szócikk részben vagy egészben a Yamaceratops című angol Wikipédia-szócikk ezen változatának fordításán alapul.  Az eredeti cikk szerkesztőit annak laptörténete sorolja fel. Ez a jelzés csupán a megfogalmazás eredetét és a szerzői jogokat jelzi, nem szolgál a cikkben szereplő információk forrásmegjelöléseként.